# داستان عشق (رمان)
قصه عشق (به انگلیسی:Love Story) نام رمانی عاشقانه از نویسندهآمریکایی اریک سگال است که اولین بار در سال ۱۹۷۰ به چاپ رسید. این داستان ابتدا به صورت فیلمنامه توسط اریک سگال نوشته شد و به کمپانی کلمبیا پیکچرز فروخته شد، ولی این کمپانی به سگال گفت که ابتدا آن را به صورت رمان نیز چاپ کند، و پس از انجام این کار، کتاب به یکی از پرفروش‌ترین کتاب‌های تاریخ تبدیل شد. این کتاب به بیش از ۲۰ زبان ترجمه شده‌است. فیلمی به همین نام از روی این کتاب در سال ۱۹۷۰ ساخته شد.
این رمان فوق‌العاده با ترجمه مریم نفیسی راد از نشر شانی در پاییز ۱۳۹۸ منتشر شد.

## خلاصه داستان
اولیور بارت، جوانی ثروتمند و خوشحال و موفق است؛ او راگبی بازی می‌کند، و قیافه جذابی دارد. وی با پدرش، اولیور بارت سوم، ارتباط خوبی ندارد زیرا فکر می‌کند او مرد سردی است که فقط به آبروی خویش اهمیت می‌دهد. با این حال، پدرش همیشه سعی بر صحبت کردن و نزدیک‌تر شدن با او را دارد. وی روزی وقتی به کتابخانه می‌رود، با جنیفر کاویلری، دانشجو و یکی از دو مسئولان کتابخانه روبرو می‌شود. در هنگامی که جنیفر کتاب اولیور را به او می‌دهد، آن‌ها با هم صحبت می‌کنند.
جنیفر او را تمسخر می‌کند و او را پرپای (کسی که در یک مدرسه خصوصی درس می‌خواند) صدا می‌کند و می‌گوید او ثروتمند و ابله است. اویلور که از این حرف عصبانی شده، می‌گوید: «من باهوش ولی فقیرم. این که باهوشم دلیل بر ابلهی من نیست.» و جنیفر پاسخ می‌دهد: «نه، پرپای؛ این منم که باهوش ولی فقیرم.» آن‌ها کم‌کم به یکدیگر علاقه پیدا می‌کنند و تصمیم بر ازدواج می‌گیرند. پدر اویلور معتقد است او بایستی چند سال دیگر تا ازدواج صبر کند و وقتی او اصرار می‌کند می‌گوید از هرگونه کمک مالی به او معذور است.
حالا اولیور و جنیفر با یکدیگر ازدواج می‌کنند؛ با کار سخت سرمایه خود را تأمین می‌کنند؛ می‌خندند؛ گریه می‌کنند؛ بحث می‌کنند؛ دعوا می‌کنند؛ می‌فهمند که چقدر یکدیگر را دوست دارند؛ سپس، متوجه می‌شوند که زمان زیادی برایشان باقی نمانده…